# 杉板桥站
杉板桥站位于成都市成华区成华大道杉板桥路与杉板桥南三路路口，是成都地铁8号线的一座地下车站，于2020年12月18日启用。此外，本站站名中“杉”字的读音则根据老成都人一直以来对此地地名的习惯读作，而并非更为常用的的发音。

## 车站结构

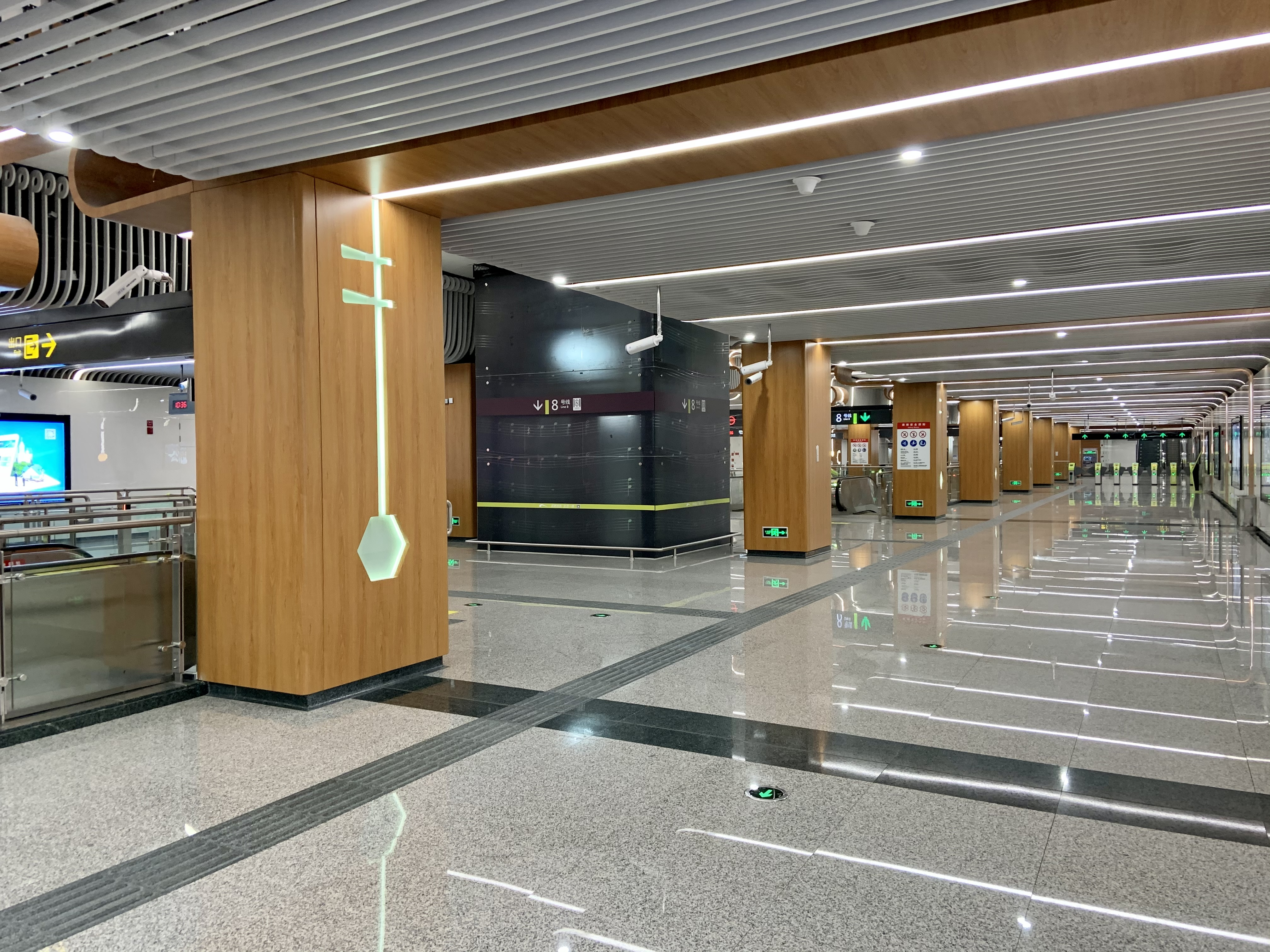
站厅层
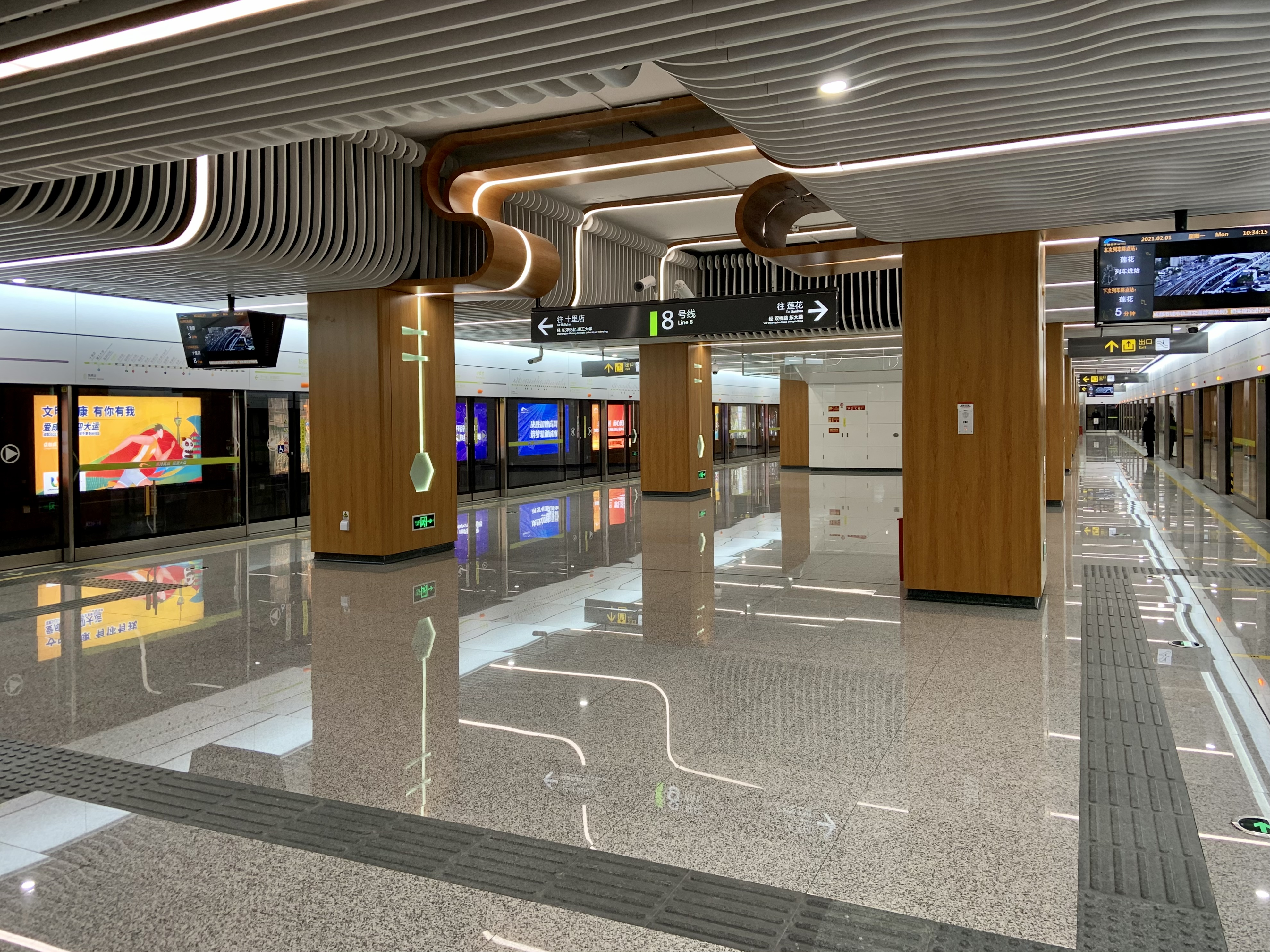
站台层

岛式站台2面2线地下车站。
| 地面              | ·    | 出口A/B/C/D                                                                                           |
| 地下一层          | 站厅 | 自助购票 客服中心                                                                                     |
| 地下二层          | 站台 | \| \| \| 8号线往桂龙路（东郊记忆） \| \| 島式 · 開左邊车门 \| \| \| \| \| \| 8号线往龙港（万年路） \| |
|                   |      | 8号线往桂龙路（东郊记忆）                                                                             |
| 島式 · 開左邊车门 |      | |
|                   |      | 8号线往龙港（万年路）                                                                                 |

- 站厅层
- 站台层

## 内装与公共艺术

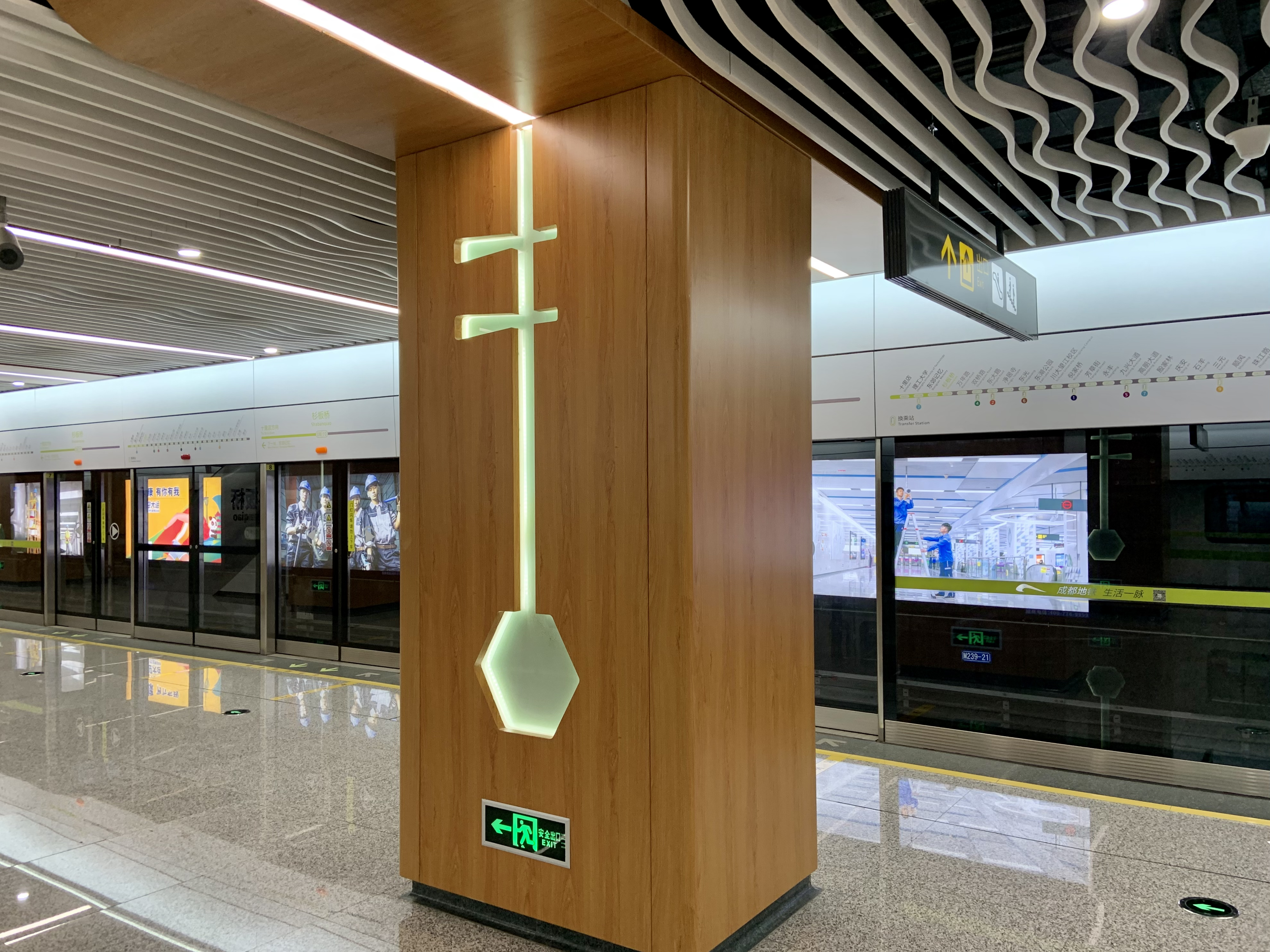
杉板桥站的二胡主题装饰

由于8号线沿线覆盖了众多教育、音乐及文创产业，故全线以音乐元素为设计主题，且装修元素站站不同，本站的音乐文化主题属于“传统国韵”篇章，站内元素则是以二胡为主题来进行的设计。

## 出入口
本站目前开放4个出入口。
|          |              |                                                        |      |
| 编号     | 设施         | 指示                                                   | 照片 |
|          | 无障碍电梯   | 成华大道杉板桥路、旭光路、建设南支路                   |      |
| 出口 · B |              | 成华大道杉板桥路、旭光路、功博路                       |      |
| 出口 · C |              | 成华大道杉板桥路、杉板桥南二路、杉板桥南一路、东秀一路 |      |
| 出口 · D | 无障碍卫生间 | 成华大道杉板桥路、杉板桥南三路、杉板桥南四路           |      |

## 未来发展
规划中的成都地铁12号线经过该站。